# Diego González Polanco
Diego González Polanco (Chiclana de la Frontera, 28 gennaio 1995) è un calciatore spagnolo, difensore svincolato.

## Caratteristiche tecniche
Gioca come difensore centrale. Mancino, forte fisicamente, possiede una buona abilità nel gioco aereo.

## Carriera

### Club
Ha iniziato la sua carriera calcistica entrando a far parte del settore giovanile del Cadice, per poi fare il suo debutto in prima squadra l'11 novembre 2012 in una partita di Segunda División. Il 20 gennaio 2015 viene prestato per sei mesi al Granada B.
Il 22 luglio 2015 approda al Siviglia B, per poi passare in prima squadra, con cui fa il suo esordio ufficiale il 2 dicembre 2015 in una partita di Coppa del Re giocata contro l'UD Logroñés. L'8 maggio 2016 debutta nella Liga dove segna all'esordio nella partita persa 4-1 in casa contro il Granada.
Il 3 agosto 2017 passa a titolo definitivo al Malaga, squadra con la quale colleziona 75 partite e una rete. Il 9 ottobre 2020 viene ufficializzato il suo trasferimento a titolo gratuito all'Elche, firmando un contratto di due anni.

### Nazionale
Il 1º settembre 2016 debutta con la nazionale Under-21 spagnola, segnando anche una rete nella vittoria per 6-0 contro San Marino. Viene poi convocato agli Europei Under-21 del 2017, in cui la Spagna arriva seconda.

## Statistiche

### Presenze e reti nei club
Statistiche aggiornate al 13 giugno 2023.
| Stagione                 | Squadra                  | Campionato               | Campionato | Campionato | Coppe nazionali | Coppe nazionali | Coppe nazionali | Coppe continentali | Coppe continentali | Coppe continentali | Altre coppe | Altre coppe | Altre coppe | Totale | Totale |
| Stagione                 | Squadra                  | Comp                     | Pres       | Reti       | Comp            | Pres            | Reti            | Comp               | Pres               | Reti               | Comp        | Pres        | Reti        | Pres   | Reti   |
| ------------------------ | ------------------------ | ------------------------ | ---------- | ---------- | --------------- | --------------- | --------------- | ------------------ | ------------------ | ------------------ | ----------- | ----------- | ----------- | ------ | ------ |
| 2012-2013                | Cadice                   | SDB                      | 1          | 0          | CR              | 0               | 0               | -                  | -                  | -                  | -           | -           | -           | 1      | 0      |
| 2013-2014                | Cadice                   | SDB                      | 1          | 0          | CR              | 0               | 0               | -                  | -                  | -                  | -           | -           | -           | 1      | 0      |
| dic.2014                 | Cadice                   | SDB                      | 0          | 0          | CR              | 1               | 0               | -                  | -                  | -                  | -           | -           | -           | 1      | 0      |
| Totale Cadice            | Totale Cadice            | Totale Cadice            | 2          | 0          |                 | 1               | 0               |                    |                    |                    |             |             |             | 3      | 0      |
| gen.-giu.2015            | Granada B                | SDB                      | 7          | 0          | -               | -               | -               | -                  | -                  | -                  | -           | -           | -           | 7      | 0      |
| 2015-2016                | Siviglia Atlético        | SDB                      | 32+6       | 1+1        | -               | -               | -               | -                  | -                  | -                  | -           | -           | -           | 39     | 2      |
| 2016-2017                | Siviglia Atlético        | SDB                      | 34         | 0          | -               | -               | -               | -                  | -                  | -                  | -           | -           | -           | 34     | 0      |
| Totale Siviglia Atlético | Totale Siviglia Atlético | Totale Siviglia Atlético | 72         | 2          |                 |                 |                 |                    |                    |                    |             |             |             | 72     | 2      |
| 2015-2016                | Siviglia                 | PD                       | 2          | 1          | CR              | 2               | 0               | UCL+UEL            | 0+0                | 0                  | SU          | 0           | 0           | 4      | 1      |
| 2016-2017                | Siviglia                 | PD                       | 3          | 0          | CR              | 2               | 0               | UCL                | 0                  | 0                  | SU+SS       | 0+1         | 0           | 6      | 0      |
| Totale Siviglia          | Totale Siviglia          | Totale Siviglia          | 5          | 1          |                 | 4               | 0               |                    | 0                  | 0                  |             | 1           | 0           | 10     | 1      |
| 2017-2018                | Malaga                   | PD                       | 18         | 1          | CR              | 0               | 0               | -                  | -                  | -                  | -           | -           | -           | 18     | 1      |
| 2018-2019                | Malaga                   | SD                       | 22+1       | 1+0        | CR              | 1               | 0               | -                  | -                  | -                  | -           | -           | -           | 24     | 0      |
| 2019-2020                | Malaga                   | SD                       | 32         | 0          | CR              | 1               | 0               | -                  | -                  | -                  | -           | -           | -           | 33     | 0      |
| Totale Malaga            | Totale Malaga            | Totale Malaga            | 73         | 2          |                 | 2               | 0               |                    |                    |                    |             |             |             | 75     | 2      |
| 2020-2021                | Elche                    | PD                       | 19         | 1          | CR              | 0               | 0               | -                  | -                  | -                  | -           | -           | -           | 19     | 1      |
| 2021-2022                | Elche                    | PD                       | 28         | 0          | CR              | 3               | 0               | -                  | -                  | -                  | -           | -           | -           | 31     | 0      |
| 2022-2023                | Elche                    | PD                       | 16         | 0          | CR              | 2               | 0               | -                  | -                  | -                  | -           | -           | -           | 18     | 0      |
| Totale Elche             | Totale Elche             | Totale Elche             | 63         | 1          |                 | 5               | 0               |                    | -                  | -                  |             | -           | -           | 68     | 1      |
| Totale carriera          | Totale carriera          | Totale carriera          | 222        | 6          |                 | 12              | 0               |                    | 0                  | 0                  |             | 1           | 0           | 235    | 6      |

### Cronologia presenze e reti in nazionale
| Cronologia completa delle presenze e delle reti in nazionale ― Spagna under 21 | Cronologia completa delle presenze e delle reti in nazionale ― Spagna under 21 | Cronologia completa delle presenze e delle reti in nazionale ― Spagna under 21 | Cronologia completa delle presenze e delle reti in nazionale ― Spagna under 21 | Cronologia completa delle presenze e delle reti in nazionale ― Spagna under 21 | Cronologia completa delle presenze e delle reti in nazionale ― Spagna under 21 | Cronologia completa delle presenze e delle reti in nazionale ― Spagna under 21 | Cronologia completa delle presenze e delle reti in nazionale ― Spagna under 21 |
| Data                                                                           | Città                                                                          | In casa                                                                        | Risultato                                                                      | Ospiti                                                                         | Competizione                                                                   | Reti                                                                           | Note                                                                           |
| ------------------------------------------------------------------------------ | ------------------------------------------------------------------------------ | ------------------------------------------------------------------------------ | ------------------------------------------------------------------------------ | ------------------------------------------------------------------------------ | ------------------------------------------------------------------------------ | ------------------------------------------------------------------------------ | ------------------------------------------------------------------------------ |
| 1-9-2016                                                                       | Castellón de la Plana                                                          | Spagna under 21                                                                | 6 – 0                                                                          | San Marino under 21                                                            | Qual. Europeo Under-21 2017                                                    | 1                                                                              |                                                                                |
| 15-11-2016                                                                     | Albacete                                                                       | Spagna under 21                                                                | 0 – 0                                                                          | Austria under 21                                                               | Qual. Europeo Under-21 2017                                                    | -                                                                              | 89’                                                                            |
| 23-3-2017                                                                      | Murcia                                                                         | Spagna under 21                                                                | 3 – 1                                                                          | Danimarca under 21                                                             | Amichevole                                                                     | -                                                                              |                                                                                |
| 27-3-2017                                                                      | Roma                                                                           | Italia under 21                                                                | 1 – 2                                                                          | Spagna under 21                                                                | Amichevole                                                                     | -                                                                              | 54’                                                                            |
| 23-6-2017                                                                      | Bydgoszcz                                                                      | Serbia under 21                                                                | 0 – 1                                                                          | Spagna under 21                                                                | Europeo Under-21 2017                                                          | -                                                                              |                                                                                |
| Totale                                                                         |                                                                                | Presenze                                                                       | 5                                                                              |                                                                                | Reti                                                                           | 1                                                                              |                                                                                |